# Battaglia di Borgomanero

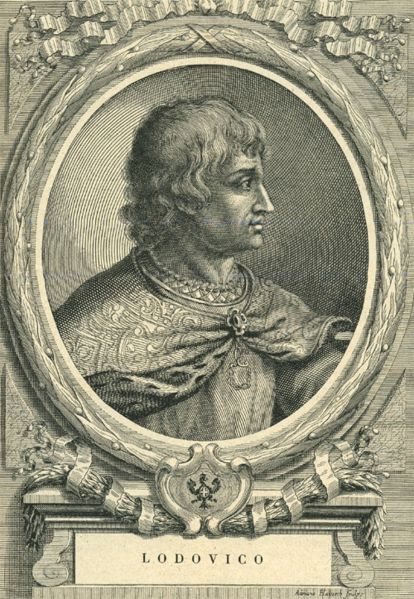
Ludovico di Savoia

La battaglia di Borgomanero fu una battaglia che si svolse il 22 aprile 1449, a sud di Borgomanero. Fu combattuta tra l'esercito del Ducato di Savoia, comandato da Giacomo di Challant per conto di Ludovico di Savoia e le milizie di Francesco Sforza guidate da Bartolomeo Colleoni per conto della Repubblica di Venezia.

## Storia

### Antefatti
Francesco Sforza, in seguito ai dissapori insorti con l'Aurea Repubblica Ambrosiana in merito alle operazioni militari da intraprendersi contro la Repubblica di Venezia, si alleò con quest'ultima con l'accordo di Rivoltella del 18 ottobre 1448. Il condottiero si sarebbe assicurato il territorio compreso tra il Sesia e il Ticino mentre i veneziani avrebbero assunto il controllo di quello compreso tra il Ticino e l'Adda. Lo Sforza, con l'appoggio di Guglielmo VIII del Monferrato, intraprese una campagna volta a catturare le cittadine attorno a Milano al fine di tagliarne i rifornimenti e prenderla per fame. Entro la fine del 1448 caddero, tra le altre, Pizzighettone, Binasco, Rosate, Abbiategrasso, Varese, Legnano e Busto Arsizio. 
Approfittando della debolezza dell'Aurea Repubblica Ambrosiana, il duca Ludovico di Savoia, presi accordi con la Repubblica Ambrosiana, decise di invadere il novarese. Ludovico di Savoia vantava pretese sul ducato di Milano in quanto fratello di Maria, vedova dell'ultimo duca visconteo Filippo Maria Visconti, morto nel 1447. L'esercito piemontese, partendo da Vercelli, si divise in due schiere, l'una attaccò la Lomellina, l'altra cercò di catturare la cittadella di Novara con un'operazione notturna che tuttavia si rivelò fallimentare. Per rappresaglia, i piemontesi si misero a saccheggiare barbaramente il novarese tanto che molti castelli, non ricevendo alcun aiuto, decisero di arrendersi. 
Quando Francesco Sforza venne informato dell'invasione piemontese, indignato per l'attacco a tradimento, scrisse al padre di Ludovico, Amedeo VIII (ultimo antipapa passato alla storia con il nome di Felice V) il quale rispose che non era affar suo in quanto ormai si occupava solamente della Chiesa. Lo Sforza decise pertanto di inviare 600 cavalieri al comando di Cristoforo Torelli e 300 cavalieri al comando di Angelo da Lavello in Lomellina mentre ordinò al fratellastro Corrado da Fogliano e a Giacomo da Salerno di occupare Novara con 1 500 cavalieri, astenendosi però da operazioni militari contro i piemontesi sino all'arrivo di ulteriori rinforzi. I veneziani nel frattempo nominarono generale Bartolomeo Colleoni e lo inviarono a Novara per guidare gli sforzeschi contro Ludovico di Savoia. In breve giunsero a Novara altri 800 cavalieri e 300 fanti inviati da Lionello d'Este e guidati da Alberto da Carpi che, insieme a Corrado da Fogliano, riuscì a costringere alla resa quasi tutti i castelli del novarese, tranne quelli più prossimi al fiume Sesia. 
I piemontesi si ritirarono a Vercelli consapevoli del fatto che i veneziani avevano l'ordine di non oltrepassare il fiume. Da quella città lanciavano continue sortite volte a infastidire gli sforzeschi. Fingendo di essere vulnerabili, gli sforzeschi si accamparono a breve distanza dal fiume e i piemontesi caddero nella trappola. Lo scontro si verificò all'inizio dell'aprile 1449 nei pressi di Romagnano e si risolse con la vittoria degli sforzeschi e la cattura del comandante avversario, Giovanni di Campeys.

### Battaglia
I piemontesi, guidati da Giacomo di Challant, decisero di muovere verso Borgomanero sfruttando i sentieri presso le falde dei monti, al fine di cogliere alla sprovvista la cittadina e costringerla alla resa senza dover combattere. Durante la marcia, tuttavia, alcuni esploratori riferirono la presenza dell'esercito sforzesco a sud della cittadina pertanto i piemontesi decisero di attaccarlo. Nel frattempo il Colleoni e Corrado da Fogliano, che quel giorno stavano marciando per catturare Carpignano Sesia vennero a loro volta informati dei movimenti dei piemontesi.
Ne risultò uno scontro tra le due cavallerie pesanti in cui ebbero la meglio i piemontesi, dal momento che risultavano molto più numerosi degli sforzeschi. L'esercito di questi ultimi ne risultò scompaginato e l'ala destra, ritenendo ormai prossima la sconfitta, si ritirò verso Novara. I piemontesi, vedendo che gli avversari erano rimasti in pochi e che alle loro spalle si trovava una densa foresta, pensarono che questi ultimi vi avessero inviato un contingente per coglierli di sorpresa pertanto lo Challant ordinò ai balestrieri di scendere da cavallo e piantare uno steccato nel terreno con le punte rivolte verso la selva per poi bersagliare gli avversari rimasti sul lato opposto. Bartolomeo Colleoni, Corrado da Fogliano e Giacomo da Salerno, rendendosi conto dell'avventatezza del primo attacco, trovatisi in pesante inferiorità numerica e ormai prossimi alla sconfitta, decisero di dividere quanto rimaneva del loro esercito in due squadroni. I piemontesi subito caricarono con 1 000 cavalieri quello guidato dal Salernitano che però riuscì a resistere. Nello scontro vennero catturati e giustiziati come da uso francese Cristoforo da Salerno e Arrigo Zambra che, dopo essere stato disarcionato dal cavallo e privato dell'elmo venne trafitto alla testa. Dopo che il Salernitano ebbe incitato i suoi uomini impose di considerare come nemici tutti coloro che avessero tentato di fuggire dal campo e ordinò alla fanteria di aggirare i piemontesi e assaltarli dal lato dello steccato. Dopo aver fatto ciò, entrambi gli squadroni sforzeschi caricarono i piemontesi i cui picchieri e balestrieri si disposero in un grande cerchio. Seguì un'aspra battaglia in cui inizialmente nessuna delle due parti riuscì a prevalere sull'altra ma alla fine gli sforzeschi riuscirono a stringere gli avversari che per evitare l'accerchiamento ruppero le righe e si diedero alla fuga. Gli sforzeschi inseguirono i nemici riuscendo a catturare un migliaio di uomini tra cui Giacomo di Challant e uno dei suoi fratelli (catturato da Giacomo da Lonato), Gaspard di Varax e Giacomo Albornato. I piemontesi riuscirono a catturare Leone della Pergola. I superstiti passarono il Sesia con il favore delle tenebre.

### Conseguenze
La battaglia pose fine alle ostilità tra il Ducato di Savoia e Francesco Sforza. I piemontesi contarono 2 000 morti e 1 000 prigionieri mentre da parte sforzesca caddero circa 600 uomini. Francesco Sforza decise di liberare tutti i prigionieri con l'eccezione dei capitani, a patto che non imbracciassero mai più le armi contro di lui. Nei giorni seguenti si arresero tutti i castelli del novarese occupati dai piemontesi. Il 24 ottobre 1449 Ludovico di Savoia sottoscrisse una tregua e in seguito la pace definitiva, ponendo al fiume Sesia i confini dei territori dei rispettivi ducati contendenti. Dopo questa battaglia il Colleoni ebbe riconfermata la sua posizione di capitano delle truppe della Serenissima e successivamente ottenne la nomina a generale dell'esercito veneziano.